# ニホンピロムーテー
ニホンピロムーテーは日本の競走馬、種牡馬。1971年の第32回菊花賞などに優勝した。主戦騎手は福永洋一。福永の騎手生活最初の八大競走優勝馬である。
- 馬齢は2000年以前に使用された旧表記（数え年）で記述する。

## 経歴
1968年4月6日、北海道浦河町の辻牧場にて出生。1970年に栗東トレーニングセンターの服部正利厩舎に入厩する。
同年11月8日、京都競馬場での3歳新馬戦にて、福永洋一が騎乗してデビュー。初戦は2着という結果で、以後年内に3戦を消化するが、 2着2回、3着1回と勝利には届かなかった。翌年の中央競馬開幕日の未勝利戦で初勝利を挙げる。その後、条件特別戦を2勝し、3月に出走した毎日杯で本馬初騎乗の簗田善則を背に重賞初制覇を果たした。
そのまま簗田を鞍上にクラシック路線を進んだが、クラシック初戦の皐月賞は10着、次走に予定していたNHK杯は熱発で回避するなど体調も崩し、迎えた東京優駿（日本ダービー）では8着と、いずれもヒカルイマイの前に敗れた。東京優駿の後、夏は函館に遠征する。騎手を福永に戻して7月のオープン戦に優勝、8月のオープン特別戦・青函ステークスで2着と、復調の気配を見せた。
秋になると完全に復調し、緒戦の神戸杯で重賞2勝目を挙げると、菊花賞トライアルの京都新聞杯では好位から抜け出して他馬を寄せ付けず、2馬身差で勝利を収めた。この競走でヒカルイマイが9着と敗れ、さらに屈腱炎を発症して休養に入る。これによりクラシック最終戦の菊花賞では、ニホンピロムーテーが1番人気に支持された。
ここまでの勝利はいずれも差し、あるいは後方からの追い込みで挙げたものであり、菊花賞でも当初は先頭から5、6番手に位置取っていた。しかし福永はレースがスローペースで推移していることを見て取り、2周目の第2コーナーで早くもニホンピロムーテーを先頭に立たせた。この展開に場内がどよめいたが、福永は第3コーナー手前からスパートをかけると、最後はスインホウシュウを3/4馬身抑え優勝を果たした。この勝利は騎手の福永、調教師の服部ともに、初の八大競走制覇となった。福永は競走後、「ニホンピロムーテーは1600メートルなら誰にも負けない。あそこで先頭に立てばゴールまで1600メートル。このペースなら逃げ切れると思った。あれで負けたら乗り役をやめても良いぐらいの自信があった」と語った。この騎乗により、福永は「天才」という評価を確立したとされる。
この後は年末の有馬記念を回避して翌1972年を迎え、天皇賞（春）を目標に据えた。しかし5歳以降は脚部不安を抱えたこともあり、この年春の中日新聞杯、6歳春の大阪杯（武邦彦騎乗）の2勝に留まり、菊花賞以降は八大競走出走もないまま、1973年9月のサファイヤステークス15着を最後に競走馬を引退した。
その後は種牡馬となったが、目立った産駒を出せず、1984年に死亡している。

## 競走成績
| 年月日 | 年月日 | 年月日 | 競馬場 | レース名       | 頭数 | 人気 | 着順 | 距離（状態）  | タイム | 着差    | 騎手     | 斤量 | 勝ち馬/（2着馬）     |
| ------ | ------ | ------ | ------ | -------------- | ---- | ---- | ---- | ------------- | ------ | ------- | -------- | ---- | -------------------- |
| 1970.  | 11.    | 08     | 京都   | 新馬           | 18   | 2    | 02着 | 芝1200m（良） | 1:14.1 | 0.2秒   | 福永洋一 | 53   | ヌノビキセイ         |
|        | 11.    | 21     | 京都   | 新馬           | 10   | 1    | 03着 | 芝1200m（重） | 1:16.4 | 0.2秒   | 福永洋一 | 53   | ケンヤク             |
|        | 11.    | 28     | 京都   | 新馬           | 14   | 2    | 02着 | 芝1200m（重） | 1:16.7 | 0.4秒   | 福永洋一 | 53   | フィドール           |
|        | 12.    | 20     | 阪神   | 未出走未勝利   | 14   | 1    | 02着 | 芝1400m（良） | 1:26.8 | 0.6秒   | 福永洋一 | 53   | シンテツオー         |
| 1971.  | 01.    | 04     | 阪神   | 未出走未勝利   | 19   | 1    | 01着 | 芝1400m（重） | 1:27.9 | 1 3/4身 | 福永洋一 | 54   | （ブレーブファイト） |
|        | 01.    | 15     | 京都   | 呉竹賞         | 9    | 1    | 01着 | 芝1600m（稍） | 1:40.3 | 4身     | 福永洋一 | 54   | （マチカネタロー）   |
|        | 01.    | 24     | 京都   | シンザン記念   | 9    | 3    | 07着 | 芝1600m（重） | 1:44.1 | 1.8秒   | 福永洋一 | 54   | フィドール           |
|        | 02.    | 07     | 京都   | さざんか賞     | 5    | 4    | 03着 | 芝1800m（良） | 1:53.3 | 0.4秒   | 福永洋一 | 54   | シングン             |
|        | 02.    | 27     | 阪神   | 春蘭賞         | 9    | 2    | 01着 | 芝1800m（重） | 1:53.5 | アタマ  | 福永洋一 | 54   | （ヒデチカラ）       |
|        | 03.    | 14     | 阪神   | 毎日杯         | 9    | 6    | 01着 | 芝1900m（良） | 1:57.8 | 3/4身   | 簗田善則 | 55   | （シバクサ）         |
|        | 04.    | 17     | 中山   | オープン       | 6    | 1    | 04着 | 芝1800m（不） | 1:54.5 | 0.7秒   | 坪井正美 | 56   | ミホペガサス         |
|        | 05.    | 02     | 中山   | 皐月賞         | 14   | 5    | 10着 | 芝2000m（良） | 2:05.2 | 1.5秒   | 簗田善則 | 57   | ヒカルイマイ         |
|        | 05.    | 23     | 東京   | NHK杯          | 20   |      | 取消 | 芝2000m（良） |        |         | 簗田善則 | 56   | ヒカルイマイ         |
|        | 06.    | 13     | 東京   | 東京優駿       | 28   | 14   | 08着 | 芝2400m（稍） | 2:33.0 | 1.4秒   | 簗田善則 | 57   | ヒカルイマイ         |
|        | 07.    | 17     | 函館   | オープン       | 5    | 1    | 01着 | 芝1700m（稍） | 1:46.7 | アタマ  | 福永洋一 | 54   | （コマカブト）       |
|        | 08.    | 14     | 函館   | 青函S          | 7    | 4    | 02着 | 芝1800m（良） | 1:50.9 | 0.1秒   | 福永洋一 | 54   | アポスピード         |
|        | 10.    | 03     | 阪神   | 神戸杯         | 10   | 4    | 01着 | 芝1900m（稍） | 2:00.4 | 1 3/4身 | 福永洋一 | 56   | （スインホウシュウ） |
|        | 10.    | 24     | 京都   | 京都新聞杯     | 14   | 3    | 01着 | 芝2000m（良） | 2:02.8 | 2身     | 福永洋一 | 57   | （ハーバーローヤル） |
|        | 11.    | 14     | 京都   | 菊花賞         | 19   | 1    | 01着 | 芝3000m（良） | 3:13.6 | 3/4身   | 福永洋一 | 57   | （スインホウシュウ） |
| 1972.  | 01.    | 15     | 京都   | 金杯（西）     | 17   | 1    | 10着 | 芝2000m（不） | 2:12.2 | 4.4秒   | 福永洋一 | 59   | フィドール           |
|        | 01.    | 30     | 京都   | スワンS        | 8    | 4    | 08着 | 芝1600m（重） | 1:41.2 | 1.8秒   | 福永洋一 | 59   | タカラローズ         |
|        | 02.    | 13     | 中京   | 中日新聞杯     | 7    | 4    | 01着 | 芝1800m（良） | 1:51.0 | 1身     | 福永洋一 | 61   | （シバクサ）         |
|        | 04.    | 02     | 阪神   | 鳴尾記念       | 17   | 4    | 16着 | 芝2400m（稍） | 2:36.1 | 4.9秒   | 福永洋一 | 62   | フィドール           |
|        | 12.    | 02     | 阪神   | オープン       | 8    | 4    | 07着 | 芝1900m（良） | 1:57.6 | 1.8秒   | 福永洋一 | 61   | ニューキミノナハ     |
|        | 12.    | 24     | 阪神   | 阪神大賞典     | 11   | 3    | 09着 | 芝3100m（不） | 3:29.7 | 2.0秒   | 福永洋一 | 56   | ハマノパレード       |
| 1973.  | 01.    | 14     | 京都   | オープン       | 8    | 3    | 02着 | 芝1600m（重） | 1:38.6 | 0.2秒   | 安田隆行 | 57   | ファストバンブー     |
|        | 02.    | 11     | 京都   | 京都記念（春） | 9    | 3    | 02着 | 芝2400m（稍） | 2:28.7 | 0.1秒   | 武邦彦   | 58   | ハマノパレード       |
|        | 03.    | 11     | 阪神   | 大阪杯         | 10   | 1    | 01着 | 芝2000m（良） | 2:02.5 | 1 1/2身 | 武邦彦   | 58   | （ハマノパレード）   |
|        | 09.    | 15     | 阪神   | サファイヤS    | 16   | 6    | 15着 | 芝1600m（良） | 1:40.3 | 3.6秒   | 武邦彦   | 60   | カツヤヨイ           |

## 血統表
| ニホンピロムーテーの血統（プリンスローズ系 / Ballyferis 4x5=9.38%） | ニホンピロムーテーの血統（プリンスローズ系 / Ballyferis 4x5=9.38%） | ニホンピロムーテーの血統（プリンスローズ系 / Ballyferis 4x5=9.38%） | （血統表の出典） | （血統表の出典） |
| 父 *ムーティエ Moutiers 1958 栗毛 フランス                          | 父の父Sicambre 1948 青鹿毛 フランス                                 | Prince Bio                                                          | Prince Rose      | Prince Rose      |
| 父 *ムーティエ Moutiers 1958 栗毛 フランス                          | 父の父Sicambre 1948 青鹿毛 フランス                                 | Prince Bio                                                          | Biologie         |                  |
| 父 *ムーティエ Moutiers 1958 栗毛 フランス                          | 父の父Sicambre 1948 青鹿毛 フランス                                 | Sif                                                                 | Rialto           | Rialto           |
| 父 *ムーティエ Moutiers 1958 栗毛 フランス                          | 父の父Sicambre 1948 青鹿毛 フランス                                 | Sif                                                                 | Suavita          |                  |
| 父 *ムーティエ Moutiers 1958 栗毛 フランス                          | 父の母Ballynash 1946 黒鹿毛 フランス                                | Nasrullah                                                           | Nearco           | Nearco           |
| 父 *ムーティエ Moutiers 1958 栗毛 フランス                          | 父の母Ballynash 1946 黒鹿毛 フランス                                | Nasrullah                                                           | Mumtaz Begum     |                  |
| 父 *ムーティエ Moutiers 1958 栗毛 フランス                          | 父の母Ballynash 1946 黒鹿毛 フランス                                | Ballywellbroke                                                      | Ballyferis       | Ballyferis       |
| 父 *ムーティエ Moutiers 1958 栗毛 フランス                          | 父の母Ballynash 1946 黒鹿毛 フランス                                | Ballywellbroke                                                      | The Beggar       |                  |
| 母 ニホンピロー 1961 鹿毛 日本                                      | 母の父*ソロナウェー Solonaway 1946 鹿毛 アイルランド                | Solferino                                                           | Fairway          | Fairway          |
| 母 ニホンピロー 1961 鹿毛 日本                                      | 母の父*ソロナウェー Solonaway 1946 鹿毛 アイルランド                | Solferino                                                           | Sol Speranza     |                  |
| 母 ニホンピロー 1961 鹿毛 日本                                      | 母の父*ソロナウェー Solonaway 1946 鹿毛 アイルランド                | Anyway                                                              | Grand Glacier    | Grand Glacier    |
| 母 ニホンピロー 1961 鹿毛 日本                                      | 母の父*ソロナウェー Solonaway 1946 鹿毛 アイルランド                | Anyway                                                              | The Widow Murphy |                  |
| 母 ニホンピロー 1961 鹿毛 日本                                      | 母の母ヒスイ 1953 鹿毛 日本                                         | *プリメロ Primero                                                   | Blandford        | Blandford        |
| 母 ニホンピロー 1961 鹿毛 日本                                      | 母の母ヒスイ 1953 鹿毛 日本                                         | *プリメロ Primero                                                   | Athasi           |                  |
| 母 ニホンピロー 1961 鹿毛 日本                                      | 母の母ヒスイ 1953 鹿毛 日本                                         | 城猛                                                                | *レイモンド      | *レイモンド      |
| 母 ニホンピロー 1961 鹿毛 日本                                      | 母の母ヒスイ 1953 鹿毛 日本                                         | 城猛                                                                | 月城 F-No.16-h   |                  |

父ムーティエは非常に悍性のきつい馬として知られ、本馬も気性の荒い馬であった。母ニホンピローは競走馬時代に5勝。小林保の所有馬で「ニホンピロー（またはニホンピロ）」と名付けられた最初の馬である。その全妹に京都牝馬特別優勝馬ミスハツライオー。母系は戦前屈指の名牝・月城（クレオパトラトマス）の流れを汲み、近親にはハクチカラなど数々の名馬がいる。